# Felipe Carrillo Puerto, Tabasco
Felipe Carrillo Puerto är en ort i Mexiko.   Den ligger i kommunen Cunduacán och delstaten Tabasco, i den sydöstra delen av landet, 600 km öster om huvudstaden Mexico City. Felipe Carrillo Puerto ligger 16 meter över havet och antalet invånare är 972.
Terrängen runt Felipe Carrillo Puerto är mycket platt. Runt Felipe Carrillo Puerto är det ganska tätbefolkat, med 155 invånare per kvadratkilometer. Närmaste större samhälle är Cárdenas, 19,5 km sydväst om Felipe Carrillo Puerto. Trakten runt Felipe Carrillo Puerto består till största delen av jordbruksmark.